# Anne Bradstreet

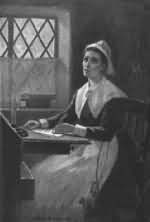
Anne Bradstreet

Anne Bradstreet (Northampton, Engeland, ca. 1612 – Andover, Massachusetts Bay Colony, 16 september 1672) neemt in de geschiedenis van de Amerikaanse literatuur een bijzondere plaats in. Niet alleen was zij de eerste Amerikaanse dichter van belang, maar zij was ook nog eens de eerste vrouw die gepubliceerd werd in koloniaal Amerika. Pas in de 20e eeuw kreeg ze erkenning, in het bijzonder voor de in de 19e eeuw gepubliceerde reeks religieuze gedichten 'Contemplations' (Beschouwingen) die ze voor haar familie schreef.

## Leven

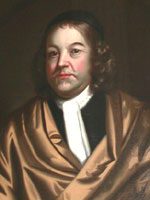
Simon Bradstreet, echtgenoot van Anne

Bradstreet werd geboren in 1612 als Anne Dudley in het Engelse Northampton. Ze was de dochter van Dorothy Yorke en Thomas Dudley, die als hofmeester in dienst was bij de Earl of Lincoln. Anne groeide op in een cultureel stimulerende omgeving. Toen ze zeven was liet haar vader haar door wel acht verschillende leraars onderwijzen in talen, muziek en dans. Ze was dan ook een bijzonder goed opgeleide meertalige jonge vrouw, onderlegd in literatuur en geschiedenis. Op zestienjarige leeftijd huwde ze Simon Bradstreet. Zowel haar vader als haar echtgenoot zouden later tot gouverneur van de Massachusetts Bay Colony benoemd worden. Anne en Simon emigreerden in 1630 naar Amerika aan boord van de Arbella, die deel uitmaakte van de Winthrop Fleet, een vloot van zeven zeilschepen met puriteinse emigranten.
Ondanks haar zwakke gezondheid kreeg zij acht kinderen en slaagde zij erin om erkenning en aanzien te krijgen in haar gemeenschap. Na een besmetting met mazelen kreeg Anne Bradstreet last met verlamde gewrichten en leed onder lange perioden van ziekte.
Op 10 juli 1666 brandde het huis van de Bradstreets af waardoor ze een tijdje dakloos waren en zonder persoonlijke bezittingen. Haar persoonlijke bibliotheek van ruim 800 boeken ging daarbij in de vlammen op, en was aanleiding voor haar gedicht "Upon the Burning of Our House July 10th, 1666". Annes gezondheid ging in die periode nog meer achteruit. Niet alleen kreeg ze tuberculose, maar ook het verlies van haar dochter Dorothy - en kort daarop van haar zoon - was een zware slag voor haar. Maar haar sterke wil en haar onverwoestbaar geloof in de Bijbel sterkte haar in de overtuiging dat haar dochter nu in de hemel was.
Anne Bradstreet stierf op 16 september 1672 in Andover, Massachusetts. Ze was 60 jaar. De precieze plaats van haar graf is onbekend, al is het waarschijnlijk dat ze naast haar echtgenoot is begraven in "the Old Burying Point" in Salem (Massachusetts) of in "the Old Burying Ground" op Academy Road in Noord-Andover
Anne Bradstreet had een hond met de naam Dudley, een cockerspaniël die haar gezelschap hield als ze alleen thuis was. Na een tragisch ongeluk in 1654 met een door paarden getrokken wagen verloor hij een van zijn poten. Vanaf toen bracht hij zijn dagen thuis door, waar hij Anne opbeurde als ze ziek of depressief was. Dudley stierf in 1659 toen hij 14 jaar was.

## Werk

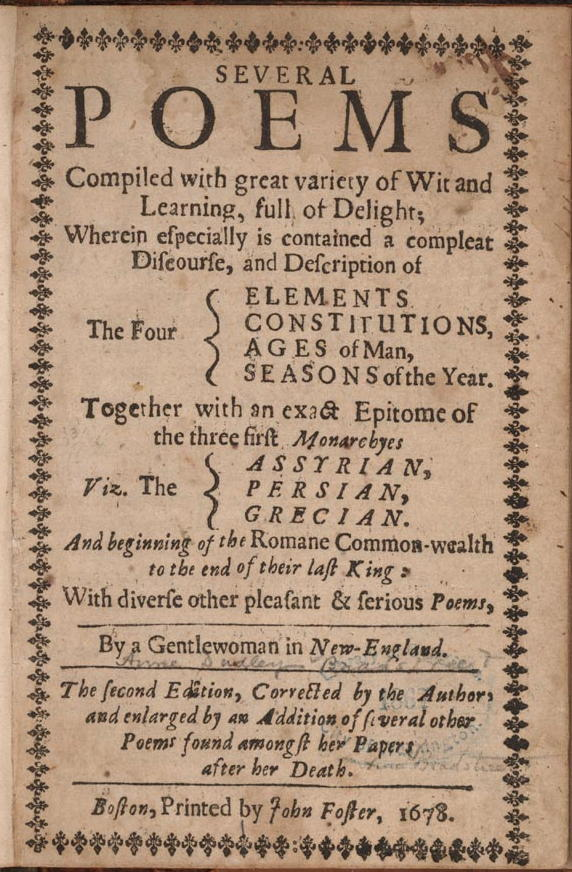
Titelpagina, tweede (postuum uitgegeven) editie van Bradstreets gedichten, 1678

Toen Anne een jong meisje was, schreef ze om haar vader plezier te doen al gedichten die ze dan samen luidop lazen. Ook na haar huwelijk bleef ze schrijven. Intussen nam ze ook alle huistaken waar en voedde acht kinderen op. Na enkele verhuizingen in de regio van de Massachusetts colony, vestigden de Bradstreets zich permanent in Andover. Zonder dat ze het wist nam haar schoonbroer John Woodbridge haar gedichten mee naar Engeland, waar ze werden gepubliceerd als "The Tenth Muse Lately Sprung Up in America" (1650). De eerste Amerikaanse editie van "The Tenth Muse" was een gereviseerde en uitgebreide versie: "Several Poems Compiled with Great Variety of Wit and Learning" (1678). Anne was daar aanvankelijk niet zo gelukkig mee en schaamde zich zelfs wat voor haar "zwakke kind":
 

oorspronkelijke tekst
Thou ill-formed offspring of my feeble brain,

Who after birth did'st by my side remain,

Till snatched from thence by friends, less wise than true,

Who thee abroad, exposed to public view,

Made thee in rags, halting to th' press to trudge,

Where errors were not lessened (all may judge).
parafrasering
Jij slecht gevormd geesteskind,

Dat na geboorte dicht bij me bleef,

Tot weggerukt door vrienden, niet zo wijs,

Die jou in het buitenland blootstelden aan het publiek,

Jij, in je lompen werd tentoongesteld,

Je voortslepend met al je fouten (dat iedereen oordele).
 

De meeste gedichten uit die eerste editie zijn nogal langdradig en niet bijzonder origineel, gebaseerd op de standaard poëtische conventies van die tijd. De laatste twee echter, 'Of the Vanity of All Worldly Creatures' (Over de ijdelheid van alle aardse schepsels) en 'David's Lamentation for Saul and Jonathan' (Davids klaaglied voor Saul en Jonathan) zijn wel origineel in de manier waarop ze haar gevoelens voorstelt.
Haar latere gedichten, die ze voor haar familie schreef, tonen haar spirituele groei en verbondenheid met het puriteins geloof. Ze schreef ook prachtige, persoonlijke gedichten, waarin ze onderwerpen behandelde zoals de geboorte van haar kind of de dood van een kleinkind. De charme van deze gedichten ligt vooral in de compactheid van verwoording, waarbij Anne deze keer nalaat om grote voorbeelden te imiteren of een opvoedende boodschap te brengen.
Haar prozawerk 'Meditations' is een verzameling beknopte en krachtige aforismen. Een studie van haar werk werd in 1867 gepubliceerd door John Harvard Ellis. In 1956 bracht de dichter John Berryma haar hulde in zijn 'Homage to Mistress Bradstreet' (Hulde aan Mevrouw Bradstreet), een lang gedicht waarin Berryma heel wat uitdrukkingen ontleent uit haar werk.

### Gedichten
- Before the Birth of One of Her Children
- A Dialogue between Old England and New
- A Letter to Her Husband, Absent upon Public Employment
- Another
- Another (II)
- For Deliverance From A Fever
- Contemplations
- In Honour of that High and Mighty Princess, Queen Elizabeth
- In Reference to her Children, 23 June 1659
- The Author to Her Book
- The Flesh and the Spirit
- The Four Ages of Man
- The Prologue
- To Her Father with Some Verses
- To My Dear and Loving Husband
- Upon a Fit of Sickness, Anno 1632 Aetatis Suae, 19
- Upon Some Distemper of Body
- Verses upon the Burning of our House, July 10th, 1666
- Bradstreet, Anne Dudley, The Tenth Muse, Lately Sprung Up in America (1650) and, from the Manuscripts. Meditations Divine and Morall, Letters, and Occasional Poems, Facsimile ed., 1965, Scholars' Facsimiles & Reprints, ISBN 9780820110066.

## Afstammelingen
Afstammelingen van Anne Bradstreet, dochter van Thomas Dudley:
- Herbert Hoover[4][5]
- Wendell Phillips[4][5]
- Oliver Wendell Holmes, Sr.[4][5]
- Oliver Wendell Holmes, Jr.[4][5]
- William Ellery Channing[4][5]
- Richard Henry Dana, Sr.[4][5]
- Richard Henry Dana, Jr.[4][5]
- Elisha Williams[4][5]
- David Souter[4]
- Robert Edwin Seamount[bron?]